# Терористичен акт в Кизляр
Терористичният акт в Кизляр (на руски език Террористический акт в Кизляре), наричан още Криза със заложниците в Кизляр-Первомайское, е епизод от Първата чеченска война, в хода на който на 9 януари 1996 година бойци под командването на чеченския полеви командир Салман Радуев и на Хункар-Паша Исрапилов атакуват дагестанския град Кизляр, взимайки група заложници.
Първоначалната цел е ликвидация на вертолетна база на Въоръжените сили на Руската Федерация.
В резултат на бойните действия при атакуването на военната база групата на Салман Радуев се укрепява в местната болници, взимайки за заложници 3700 цивилни граждани и медицински персонал.
Използвайки ситуацията, Салман Радуев отправя искания към ръководството на Русия, да изведе незабавно войските си от територията на Чечня и Северен Кавказ.
На 18 януари чеченските бойци се завръщат на територията на Чечня.